# دخمه قناتغستان
دخمه قناتغستان مربوط به دوره قاجار است و در شهرستان کرمان، بخش ماهان، دهستان قناتغستان، کیلومتری ۳ دهکده بهان واقع شده و این اثر در تاریخ ۷ اسفند ۱۳۸۶ با شمارهٔ ثبت ۲۱۴۶۳ به‌عنوان یکی از آثار ملی ایران به ثبت رسیده است.